# 小倉電気軌道の電車
小倉電気軌道の電車（こくらでんききどうのでんしゃ）では、西日本鉄道（西鉄）北九州線の支線である北方線（1067mm軌間）の前身にあたる小倉電気軌道の路面電車車両について記述する。

## 概要
小倉電気軌道では1918年（大正7年）に小倉軌道から香春口 - 北方間の馬車軌道を譲り受け、1920年（大正9年）にこれを電化して路面電車に切り替えた。この際に新製の電車5両を準備している。1927年（昭和2年）には同形車を1両増備した。その後は車両の新製は行わず、1931年（昭和6年）から1939年（昭和14年）にかけて他社から計11両の車両を譲り受け、最終的には1 - 17の17両となった。
1942年（昭和17年）3月に小倉電気軌道が九州電気軌道に吸収合併された際（以下「合併」とはこれを指す）、17両とも九州電気軌道に引き継がれた。番号は旧番号に300を足した301 - 317となった。同年9月の西鉄成立後も番号はそのままで使用された。戦後、1955年（昭和30年）前後に更新工事が実施され、窓が二段窓（上段固定下段上昇式）に、集電装置がトロリーポールからビューゲルに変更された。
1957年（昭和32年）から連接車の331形に順次取り替えられ、廃車が進められた。最後に残った301 - 304・311・312・317も1964年（昭和39年）12月1日に実施されたダイヤ改正の際に廃車となっている。

## 形態別概説
いずれも木造の2軸単車で、7・8以外はブリル21E台車を履き、車体は前面3枚窓、側面両端に出入台があり、出入台間には窓が8枚配される全長約8 - 9m、幅約2.1m（車両により若干異なる）という形状が共通していた。

### 自社発注車（1 - 6）
1 - 6は小倉電気軌道が開業時および延長時に自社発注した車両。1 - 5は1920年（大正9年）の電化開業の際に枝光鉄工所で製造された。この5両は屋根が二重屋根となっており、前面両端の窓上に方向幕を設置し、出入台はオープンデッキ、前照灯は取り外し式で、前面下部に救助網を設けていた。その後、1927年（昭和2年）に香春口 - 旦過橋間の延長に伴い日本車輌製の6を増備した。6は屋根が丸屋根となっていた。
合併後は301 - 306となった。戦後の改造で窓下に固定式の前照灯を設置し、出入台部分に折り戸を設置し、方向幕を前面中央窓上部に移設した。

### 肥前電気鉄道からの譲受車（7 - 10）
7 - 10は肥前電気鉄道で使用していた電車1 - 4を譲り受けた車両である。1931年（昭和6年）、同線が廃止になる直前に3・4を譲り受けて7・8とし、翌1932年（昭和7年）に同線廃止まで使用された1・2も譲り受けて9・10とした。合併により307 - 310となっている。
307・308（←肥前電気鉄道3・4）は1915年（大正4年）、京都市の丹羽電機製作所で製造されたが、肥前電気鉄道では路線を軌道から鉄道に変更していたため本車両に対しては設計変更手続きが行われ、認可は1917年（大正6年）10月13日となった。元はオープンデッキ、二段屋根であったが、譲受にあたり車体拡幅と丸屋根化が行われ、さらに戦後の更新により側面窓が二段窓に改められ、出入台部分に折り戸が新設された。台車はブラッシュ・ラジアル台車であった。
309・310（←肥前電気鉄道1・2）は肥前電気鉄道開業時に製造された車両で、1915年（大正4年）梅鉢鉄工所製造である。車体の原形は肥前電気鉄道3・4とほぼ同一形状であった。309は譲受前の1930年（昭和5年）に台風の被害を受け破損し、復旧の際に車体を拡幅して屋根を丸屋根に改造し、出入台部分に引き戸が新設されていた。戦後の更新で引き戸は折り戸に改められている。310は譲受にあたり丸屋根化が行われ、戦後は同様に更新されたが車体幅は拡幅されず原形の1.9m幅のままで、他車に比べ幅が狭く異彩を放っていた。
製造年が古いこともあり、331形の製造が開始されると早期に全廃された。

### 和歌山電気軌道からの譲受車（11・12）
11・12は和歌山電気軌道（のちの南海和歌山軌道線）の100形のうち2両を1937年（昭和12年）に譲り受けた車両。1924年（大正13年）に梅鉢鉄工所で製造された。合併により311・312となっている。
屋根が深く、扉は引き戸で、戸袋窓は1920年代半ばに流行した楕円形の磨りガラスであった。譲受後は戸袋窓は普通の二段窓に改造されたが、他の窓より左右寸法が狭い点に改造前の面影をとどめていた。
戦後の1947年（昭和22年）には輸送力不足解消のため福岡市内線から2軸単車2両を転属させ、電装解除（制御車化）の上311・312と連結運転を実施したが、同年内の短期間で終了している。

### 米子電車軌道からの譲受車（13 - 17）
13 - 17は米子電車軌道の廃止によって不要となった車両5両を1939年（昭和14年）に譲り受けた車両で、1925年（大正14年）梅鉢鉄工所および1926年（大正15年）日本車輌の製造である。合併により313 - 317となっている。
いずれも扉は引き戸となっていた。317は313 - 316に比べ深い屋根が特徴で、311・312と類似したスタイルであった。